# Bob Brown (cestista)
Robert Edward Brown, detto Bob (Versailles, 12 novembre 1923 – Missouri City, 28 luglio 2016), è stato un cestista statunitense, professionista nella BAA e nella NBA.